# Championnat d'Europe de football des moins de 16 ans 1987
Navigation
Euro 1986 Euro 1988
La phase finale de l'édition 1987 du Championnat d'Europe de football des moins de 16 ans, aussi appelé Euro cadets, se déroule au printemps 1987 en France. Le champion sortant, l'Espagne, remet son titre en jeu face à 15 autres nations européennes.

## Villes et stades
Ce sont 28 stades différents dans toute la France qui accueillent chacun un seul match de la compétition.
- Stade Raymond-Kopa, Angers - 20 000 places
- Stade municipal des Allées Jean Leroi, Blois - 10 000 places
- Stade Georges Dodin, Chaumont - 7 000 places
- Stade Paul-Cosyns, Compiègne - 5 000 places
- Stade de la Colombière, Épinal - 8 000 places
- Stade Mathieu Bodmer, Évreux
- Stade Léon-Bollée, Le Mans - 10 000 places
- Stade du Moustoir, Lorient - 15 000 places
- Stade Jean-Boudrie, Lucé - 10 000 places
- Stade Aimé Bergeal, Mantes-la-Ville
- Centre Sportif Marcel Coene, Montataire
- Stade Auguste-Bonal, Montbéliard - 17 100 places
- Stade de l'Ill, Mulhouse - 20 000 places
- Stade de la Source, Orléans - 12 000 places
- Parc des Princes, Paris - 50 000 places
- Stade Paul-Rébeilleau, Poitiers - 10 000 places
- Stade de Penvillers, Quimper - 18 000 places
- Stade municipal, Redon - 5 000 places
- Stade Auguste Delaune, Reims - 18 000 places
- Stade Robert Diochon, Rouen - 23 000 places
- Stade Fred Aubert, Saint-Brieuc - 6 000 places
- Stade Léo Lagrange, Saint-Nazaire - 10 000 places
- Stade Bauer, Saint-Ouen (Seine-Saint-Denis) - 22 000 places
- Stade Philippe Morin, Thouars
- Stade de la Vallée du Cher, Tours - 22 000 places
- Stade Des Viaux, Vagney
- Stade de la Rabine, Vannes - 5 000 places
- Stade Bouloumié, Vittel

## Phase finale

### Premier tour

#### Groupe A
| Rang | Équipe   | Pts | J | G | N | P | Bp | Bc | Diff |
| ---- | -------- | --- | - | - | - | - | -- | -- | ---- |
| 1    | Turquie  | 5   | 3 | 2 | 1 | 0 | 2  | 0  | +2   |
| 2    | Grèce    | 3   | 3 | 0 | 3 | 0 | 1  | 1  | 0    |
| 3    | Danemark | 2   | 3 | 0 | 2 | 1 | 2  | 3  | -1   |
| 4    | Israël   | 2   | 3 | 0 | 2 | 1 | 1  | 2  | -1   |

| 1re journée | Turquie | 0 – 0   | Grèce | Stade de la Source, Orléans |  |
| 25 mai 1987 |         | (0 - 0) |       |                             |  |

|  | Danemark | 1 – 1 | Israël | Stade Mathieu Bodmer, Évreux |  |
|  |          |       |        |                              |  |

| 2e journée  | Turquie | 1 – 0 | Israël | Stade Aimé Bergeal, Mantes-la-Ville |
| 27 mai 1987 |         |       |        |                                     |

|  | Danemark | 1 – 1 | Grèce | Stade Bauer, Saint-Ouen (Seine-Saint-Denis) |  |
|  |          |       |       |                                             |  |

| 3e journée  | Grèce | 0 – 0   | Israël | Stade Paul-Cosyns, Compiègne |  |
| 29 mai 1987 |       | (0 - 0) |        |                              |  |

|  | Turquie | 1 – 0 | Danemark | Stade Jean-Boudrie ,Lucé |  |
|  |         |       |          |                          |  |

#### Groupe B
| Rang | Équipe             | Pts | J | G | N | P | Bp | Bc | Diff |
| ---- | ------------------ | --- | - | - | - | - | -- | -- | ---- |
| 1    | France             | 5   | 3 | 2 | 1 | 0 | 6  | 2  | +4   |
| 2    | Portugal           | 4   | 3 | 2 | 0 | 1 | 5  | 3  | +2   |
| 3    | Écosse             | 2   | 3 | 0 | 2 | 1 | 4  | 6  | -2   |
| 4    | Allemagne de l'Est | 1   | 3 | 0 | 1 | 2 | 2  | 6  | -4   |

| 1re journée | Écosse | 2 – 2 | Allemagne de l'Est | Stade Léo Lagrange, Saint-Nazaire |
| 25 mai 1987 |        |       |                    |                                   |

|  | France | 2 – 1 | Portugal | Stade Fred Aubert, Saint-Brieuc |  |
|  |        |       |          |                                 |  |

| 2e journée  | France | 1 – 1 | Écosse | Stade de la Rabine, Vannes |
| 27 mai 1987 |        |       |        |                            |

|  | Portugal | 1 – 0 | Allemagne de l'Est | Stade de Penvillers, Quimper |  |
|  |          |       |                    |                              |  |

| 3e journée  | Portugal | 3 – 1 | Écosse | Stade municipal, Redon |
| 29 mai 1987 |          |       |        |                        |

|  | France | 3 – 0 | Allemagne de l'Est | Stade du Moustoir, Lorient |  |
|  |        |       |                    |                            |  |

#### Groupe C
| Rang | Équipe               | Pts | J | G | N | P | Bp | Bc | Diff |
| ---- | -------------------- | --- | - | - | - | - | -- | -- | ---- |
| 1    | Italie               | 4   | 3 | 1 | 2 | 0 | 5  | 4  | +1   |
| 2    | Allemagne de l'Ouest | 4   | 3 | 1 | 2 | 0 | 5  | 4  | +1   |
| 3    | Tchécoslovaquie      | 2   | 3 | 0 | 2 | 1 | 2  | 3  | -1   |
| 4    | Irlande du Nord      | 2   | 3 | 0 | 2 | 1 | 2  | 3  | -1   |

| 1re journée | Italie | 2 – 1 | Tchécoslovaquie | Stade Des Viaux, Vagney |
| 25 mai 1987 |        |       |                 |                         |

|  | Allemagne de l'Ouest | 2 – 1 | Irlande du Nord | Stade Georges Dodin, Chaumont |  |
|  |                      |       |                 |                               |  |

| 2e journée  | Irlande du Nord | 1 – 1 | Italie | Stade Bouloumié, Vittel |
| 27 mai 1987 |                 |       |        |                         |

|  | Allemagne de l'Ouest | 1 – 1 | Tchécoslovaquie | Stade Auguste-Bonal, Montbéliard |  |
|  |                      |       |                 |                                  |  |

| 3e journée  | Allemagne de l'Ouest | 2 – 2 | Italie | Stade de la Colombière, Épinal |
| 29 mai 1987 |                      |       |        |                                |

|  | Irlande du Nord | 0 – 0   | Tchécoslovaquie | Stade de l'Ill, Mulhouse |
|  |                 | (0 - 0) |                 |                          |

#### Groupe D
| Rang | Équipe           | Pts | J | G | N | P | Bp | Bc | Diff |
| ---- | ---------------- | --- | - | - | - | - | -- | -- | ---- |
| 1    | Union Soviétique | 6   | 3 | 3 | 0 | 0 | 9  | 1  | +8   |
| 2    | Norvège          | 3   | 3 | 1 | 1 | 1 | 3  | 4  | -1   |
| 3    | Autriche         | 2   | 3 | 0 | 2 | 1 | 1  | 2  | -1   |
| 4    | Yougoslavie      | 1   | 3 | 0 | 1 | 2 | 1  | 7  | -6   |

| 1re journée | Union soviétique | 4 – 0 | Yougoslavie | Stade Léon-Bollée, Le Mans |
| 25 mai 1987 |                  |       |             |                            |

|  | Norvège | 0 – 0   | Autriche | Stade de la Pépinière, Poitiers |
|  |         | (0 - 0) |          |                                 |

| 2e journée  | Norvège | 2 – 0 | Yougoslavie | Stade Philippe Morin, Thouars |
| 27 mai 1987 |         |       |             |                               |

|  | Union soviétique | 1 – 0 | Autriche | Stade municipal des Allées Jean Leroi Blois |  |
|  |                  |       |          |                                             |  |

| 3e journée  | Yougoslavie | 1 – 1 | Autriche | Stade Raymond-Kopa, Angers |
| 29 mai 1987 |             |       |          |                            |

|  | Union soviétique | 4 – 1 | Norvège | Stade de la Vallée du Cher, Tours |  |
|  |                  |       |         |                                   |  |

### Demi-finales
| Demi-finale   | Italie | 1 – 0 | Turquie | Stade Auguste Delaune, Reims |
| 1er juin 1987 |        |       |         |                              |

|  | Union soviétique  | 0 – 0 a. p. | France | Stade Robert Diochon, Rouen |
|  |                   | (0 - 0)     |        |                             |
|  | Tirs au but 3 – 0 |             |        |                             |

### Match pour la3eplace
| 3e place    | France | 3 – 0 | Turquie | Centre Sportif Marcel Coene, Montataire |
| 3 juin 1987 |        |       |         |                                         |

### Finale
| Finale      | Italie    | 1 – 0   | Union soviétique | Parc des Princes, Paris |  |
| 3 juin 1987 | Gallo 65e | (0 - 0) |                  |                         |  |

## Equipes qualifiés pour laCoupe du monde de football des moins de 16 ans 1987
- Italie
- Union soviétique
- France